# سلالة أرتاكسياد
حكمت سلالة أرتاكسياد أو سلالة أرداكسياد (سلالة أرتاشسيان) (بالأرمينية: Արտաշեսյան أو արքայատոհմ)، مملكة أرمينيا القديمة منذ عام 189 قبل الميلاد حتى إسقاط الإمبراطورية الرومانية لها في عام 12م. شملت مملكتهم كل من أرمينيا الكبرى (مملكة أرمينيا القديمة) وصوفين، بالإضافة إلى أرمينيا الصغرى وأجزاء من بلاد الرافدين بشكل متقطع. كان كل من الرومان والسلوقيين والفرثيين أعداءً رئيسيين لها، إذ شن الأرمنيون حروبًا عديدةً عليهم.

## نبذة تاريخية
كان أرضاشيس وزاريادريس ساترابين من ساترابات الإمبراطورية السلوقية، وحكما مقاطعتي أرمينيا الكبرى وصوفين على التوالي، كما أورد الجغرافي سترابو. أطاح انقلاب سلالة أرتاشسيان الأرمينية النبيلة بسلالة يرفاندوني بعد الهزيمة السلوقية في معركة مغنيسيا في عام 190 قبل الميلاد، وأعلنت السلالة عن استقلالها، مع استلام أرضاشيس الأول زمام حكم سلالة أرتاكسياد في أرمينيا في عام 188.
يعتقد الباحثون أن أرضاشيس وزاريادريس لم يكونا جنرالين أجنبيين بل شخصيتين محليتين مرتبطتين بسلالة أورونتيد السابقة، كما يشير اسميهما الإيرانيين-الأرمنيين (وليس اليونانيين). وفقًا لنينا غارسوان/ الموسوعة الإيرانية، كانت سلالة أرتاكسياد فرعًا من سلالة أورونتيد (إروانديد) السابقة ذات الأصل الإيراني المُوثق حكمها في أرمينيا منذ القرن الخامس قبل الميلاد على الأقل.

## التأثير الهلنستي
بدأت أرمينيا الكُبرى بالتأثر بالعصر الهلنستي في ظل حكم سلالة أورونتيد في القرن الثالث، على الرغم من تأثر البلاد بشكل سطحي فقط بغزوات الإسكندر الأكبر، وبلغت هذه العملية ذروتها تحت حكم سلالة أرتاكسياد، ولا سيما الملك ديكرانوس الثاني. أدرج الحكام الأرمنيون العديد من العناصر اليونانية في حكمهم خلال هذا الوقت. يظهر هذا بشكل واضح في العملات الأرمنية المعاصرة (التي ظهرت لأول مرة في ظل حكم سلالة أورونتيد). تأثروا بالنماذج اليونانية واستعملوا نقوشًا باللغة اليونانية. تصف بعض العملات الملوك الأرمنيين بـ «الفلهيلينيين» («عشاق الثقافة اليونانية»). تتجلى المعرفة اليونانية في أرمينيا أيضًا من خلال الرق والنقوش الصخرية الباقية. دعت كليوباترا -زوجة ديكرانوس الثاني- اليونانيين مثل البليغ أمفيكراتس والمؤرخ مترودوروس من سكيبسيس إلى البلاط الأرمني. وجد الجنرال الروماني لوكولوس -عندما استولى على العاصمة الأرمنية تيغرانوكيرتا- فرقةً من الممثلين اليونانيين الذين قدموا لأداء مسرحيات لديكرانوس، وذلك وفقًا لما أورده فلوطرخس. وصل التأثر بالثقافة اليونانية إلى تأليف أرتافاسديس الثاني خليفة ديكرانوس بذات نفسه للتراجيديا اليونانية. ومع ذلك، ما تزال الثقافة الأرمنية تحتفظ بعنصر إيراني قوي، لا سيما في المسائل الدينية.

## الإمبراطورية الأرمينية
كانت مملكة أرمينيا في أوج قوتها خلال عهد ديكرانوس الكبير (95- 55 قبل الميلاد)، وأصبحت أقوى دولة في الشرق الروماني لفترة وجيزة. كان أرضاشيس وأتباعه قد أنشؤوا بالفعل قاعدةً لهم على غرار ما فعله ديكرانوس لإمبراطوريته. حكم أرمينيا -على الرغم من الحقيقة السابقة- الناخارارات المستقلين إلى حد كبير عن السلطة المركزية بسبب كون أراضي المملكة مناطق جبلية بشكل عام. وحّد ديكرانوس تلك المناطق من أجل خلق الأمن الداخلي في المملكة. امتدت حدود أرمينيا من بحر قزوين إلى البحر المتوسط. أصبح الأرمنيون في ذلك الوقت توسعيين جدًا، لدرجة اضطرار الرومان والفرثيين للاتحاد من أجل هزيمتهم. وجد ديكرانوس عاصمةً أكثر مركزية في نطاق المملكة وأطلق عليها اسم تيغرانوكيرتا.
أُخذت أراض كبيرة من الفرثيين الذين أجبروا على توقيع معاهدة صداقة مع ديكرانوس. فقدت كل من إيبيريا وألبانيا القوقازية وأتروباتين أيضًا أراضيها، وأصبحت بقية ممالكها دولًا تابعةً للأرمنيين. عرض الإغريق داخل الإمبراطورية السلوقية حكم الإمبراطورية على ديكرانوس في عام 83، وامتدت الإمبراطورية الأرمنية بعد ذلك إلى الجنوب وصولًا إلى عكا، ما أدى إلى نشوب صراع مع السلالة الحشمونية.